# 二十騎町
二十騎町（日语：／ Nijikkimachi */?）是東京都新宿區的町名。已實施住居表示，不設「丁目」。2013年8月1日為止的人口有674人。郵遞區號為162-0855。

## 地理
位於新宿區東部。北臨南山伏町，東接納戶町，南連市谷加賀町，西通市谷甲良町，為住宅區。

## 歷史
1990年（平成2年）與近隣五町實施住居表示，保留舊町名、町域。

### 地名由來
此地為兩組西丸御先手與力的大繩地。御先手一組為寄騎（與力）十騎（與力可騎馬，因此其單位為「騎」），兩組為二十騎。此為町名的由來。

## 交通
町域內沒有鐵路車站，可利用都營大江戶線牛込神樂坂站。

## 備註
1. ↑  『角川日本地名大辞典 13　東京都』、角川書店、1991年再版、P877
2. ↑  .   [2013-08-10]. （原始内容存档于2014-08-19）. （页面存档备份，存于）

## 外部連結
- 新宿區役所（页面存档备份，存于）